# Al-Madżdal (Hama)
Al-Madżdal (arab. ‏المجدل‎) – miejscowość w Syrii, w muhafazie Hamy. W spisie z 2004 roku liczyła 2393 mieszkańców.

## Wojna domowa w Syrii
W marcu 2017 terroryści Dżabhat an-Nusra zabili w Al-Madżdal w muhafazie Hamy trzydziestu mieszkańców.